# 鄭楠鐘
鄭楠鐘（1996年2月19日—），是一名擁有台菲混血的台灣男演員，為台灣新生代男演員。

## 演出作品

### 電視劇
| 年份   | 播出頻道            | 劇名                 | 飾演               |
| 2016年 | 民視                | 《我的老師叫小賀》   | 麥克強             |
| 2018年 | 大愛電視台          | 《幸福 遲到了》      | 李志堅             |
| 2019年 | 華視                | 《守著陽光守著你》   | 籃球隊球員（客串） |
| 2020年 | 大愛電視台          | 《我家的美好時光》   | 閰裕民             |
| 2020年 | 大愛電視台          | 《伊如陽光》         | Vincent            |
| 2020年 | 大愛電視台          | 《迎風而立》         | 李元               |
| 2021年 | HBO                 | 《亞洲怪談2－送煞》  |                    |
| 2022年 | 公視、MyVideo、台視 | 《茁劇場－綠島金魂》 | 黑道小弟黑猴       |
| 2023年 | 公視                | 《八尺門的辯護人》   |                    |
| 2023年 | 三立都會台          | 《親愛壞蛋》         |                    |
| 2024年 | 民視                | 《商魂》             | 莊少爺保鑣         |
| 2024年 | 愛奇藝、八大戲劇台  | 《太太太厲害》       |                    |
| 2025年 | 華視、公視台語台    | 《成功路上》         | 李麥可             |
| 2025年 |                     | 《祈安Pray》         |                    |

### 電影
| 年份   | 電影名                 | 飾演     |
| 2018年 | 《花澤記》             | 白東澤   |
| 2019年 | 《陽光普照》           | 黑衣老大 |
| 2022年 | 《我是自願讓他殺了我》 |          |
| 2022年 | 《大日子》             |          |
| 2022年 | 《你在我心上》         |          |

## 綜藝節目
| 播出頻道 | 節目名             |
| 民視     | 《綜藝大集合》     |
| 民視     | 《民視第一發發發》 |
| 華視     | 《天才衝衝衝》     |

## 參與MV
- Lee 純屬意外

## 廣告
- 東元廣告
- eade shop
- 聯徵中心
- 台北電影節  圓形三角形
- 桂冠火鍋
- 小熊軟糖

## 外部連結
- 鄭楠鐘的Facebook專頁